# Сандулени (Бакау)
Сандулени (рум. Sănduleni) насеље је у Румунији у округу Бакау у општини Сандулени. Oпштина се налази на надморској висини од 292 m.

## Становништво
Према подацима из 2002. године у насељу је живело 4329 становника, од којих су сви румунске националности.

### Хронологија
| Година       | 1992 | 1993 | 1994 | 1995 | 1996 | 1997 | 1998 | 1999 | 2000 | 2001 | 2002 | 2003 | 2004 | 2005 | 2006 | 2007 | 2008 | 2009 | 2010 | 2011 | 2012 | 2013 | 2014 | 2015 | 2016 | 2017 |
| ------------ | ---- | ---- | ---- | ---- | ---- | ---- | ---- | ---- | ---- | ---- | ---- | ---- | ---- | ---- | ---- | ---- | ---- | ---- | ---- | ---- | ---- | ---- | ---- | ---- | ---- | ---- |
| Становништво | 4413 | 4364 | 4347 | 4383 | 4418 | 4480 | 4545 | 4605 | 4629 | 4642 | 4642 | 4654 | 4688 | 4705 | 4710 | 4708 | 4728 | 4745 | 4750 | 4756 | 4749 | 4730 | 4710 | 4677 | 4665 | 4653 |